# Museo del Risorgimento e sacrario di Oberdan
Il Museo del Risorgimento e sacrario di Oberdan è uno spazio espositivo situato a Trieste che è dedicato al Risorgimento. Le sue esposizioni coprono un arco temporale che va dai moti del 1848 alla prima guerra mondiale, con particolare attenzione ai cimeli legati alla Venezia-Giulia. Il complesso architettonico comprende anche un sacrario dedicato a Guglielmo Oberdan, patriota ed esponente dell'irredentismo italiano giustiziato nel 1882 dalle autorità austroungariche.

## Storia
Sull'area dove è situato il museo, fino al 1927, sorgeva una vecchia caserma costruita nel XVIII secolo dagli austriaci. In questa struttura militare fu imprigionato e ucciso Guglielmo Oberdan, patriota ed esponente dell'irredentismo italiano fautore di un mancato attentato all'imperatore Francesco Giuseppe d'Asburgo.
Il complesso architettonico che ospita il museo è stato realizzato tra il 1931 e il 1935. Esso comprende il sacrario dedicato ad Oberdan e un altro edificio inaugurato nel 1934 che è stato progettato da Umberto Nordio e che è stato adibito a museo del Risorgimento. La struttura è completata da una torre quadrata, che si stacca dal complesso, su cui è collocata una bandiera italiana.
Le collezioni conservate nel museo provengono in parte dal museo di Storia Patria di Trieste, ora non più esistente, che fu inaugurato nel 1925.

## Le esposizioni
Lo spazio espositivo comprende reperti legati al Risorgimento, con particolare attenzione ai cimeli che si riferiscono alla Venezia Giulia, all'Istria e a Trieste. La datazione dei reperti va dai moti del 1848 alla prima guerra mondiale.
Tra i cimeli più antichi ci sono delle copie originali del giornale locale La Favilla, che venne distribuito nel 1848 a Trieste. Altri reperti importanti sono i cimeli legati ai garibaldini originari del territorio: divise originali, fotografie, armi e oggetti di uso quotidiano appartenenti ai volontari. È anche presente una sezione dedicata a Guglielmo Oberdan: questi reperti vennero donati al museo dalla madre del patriota.
Completano le esposizioni i cimeli legati ai volontari triestini, giuliani e istriani che disertarono l'esercito austro-ungarico per combattere con il Regio Esercito italiano durante la prima guerra mondiale. Nel museo sono anche conservati alcuni documenti originali che si riferiscono all'annessione di Trieste e della Venezia Giulia all'Italia.

## Il sacrario di Oberdan
Il Sacrario di Oberdan comprende la cella originale dove fu rinchiuso il patriota giuliano; essa è l'unica parte della vecchia caserma austriaca ad essere giunta sino a noi. Completano il sacrario una scultura che rappresenta Guglielmo Oberdan, opera dello scultore triestino Attilio Selva, che è situata tra due figure alate, metafore di Patria e di Libertà.